# Cunico
Cunico (piemontiul: Cuni vagy Cùnich) település Olaszországban, Piemont régióban, Asti megyében. Lakosainak száma 428 fő (2023. január 1.). Cunico Cortanze, Montechiaro d'Asti, Montiglio Monferrato, Piovà Massaia és Piea községekkel határos.

## Népesség
A település lakossága az elmúlt években az alábbi módon változott:
| Lakosok száma | 477  | 484  | 428  |
|               | 2017 | 2018 | 2023 |